# Eulophonotus
Eulophonotus is een geslacht van vlinders van de familie van de Houtboorders (Cossidae).
De soorten van dit geslacht komen voor in tropisch Afrika.

## Soorten
- E. armstrongi (Hampson, 1914)
- E. elegans (Aurivillius, 1910)
- E. hyalinipennis (Strand, 1910)
- E. myrmeleon Felder, 1874
- E. nigrodiscalis Yakovlev, 2011
- E. obesus (Karsch, 1900)
- E. stephania (Druce, 1887)